# The Pirates of Penzance
The Pirates of Penzance, or The Slave of Duty is een komische opera in twee akten. De componist is Arthur Sullivan; het libretto is van de hand van William S. Gilbert.
Om zeker te stellen dat tekst en muziek onder de Britse copyrightwetgeving zouden vallen, werd de opera voor het eerst opgevoerd in het Royal Bijou Theatre in Paignton in het graafschap Devon op 30 december 1879. De opvoering was eenmalig. De dag daarop volgde de première op Broadway in New York, in het Fifth Avenue Theatre. De eerste voorstelling in Londen vond plaats op 3 april 1880 in de Opera Comique (een operagebouw aan Wych Street, dat in 1902 met de complete straat plaats maakte voor de straten Aldwych en Kingsway). Daar werd het stuk 363 maal opgevoerd.
The Pirates of Penzance behoort met HMS Pinafore en The Mikado tot de meest gespeelde opera’s van Gilbert en Sullivan en heeft altijd repertoire gehouden. In 1981 haalde een productie op Broadway 787 voorstellingen.

## Achtergrond
Op het moment dat The Pirates of Penzance werd geschreven, bood de copyrightwetgeving van de Verenigde Staten geen bescherming voor niet-Amerikanen. De voorgaande opera, HMS Pinafore, werd in de VS dan ook vrijelijk uitgevoerd zonder dat Gilbert en Sullivan enige royalty’s daarvoor ontvingen, en vaak ook met aanzienlijke veranderingen in de tekst. Daarom besloten zij hun volgende opera zo snel als het kon in de VS op te voeren en de publicatie van de partituur en het libretto zo lang mogelijk uit te stellen. Zo hoopten zij de ‘piraten’ de pas af te snijden. De ‘pirates’ in de titel van hun nieuwe opera slaat dan ook mede op de piraten die roofbouw pleegden op hun intellectuele eigendom. Dat er piraten zouden opereren vanuit het rustige kuststadje Penzance, was voor tijdgenoten een absurde suggestie en versterkte de komische werking van het stuk.
In november 1879 reisden Gilbert, Sullivan en hun vaste theaterproducent Richard D'Oyly Carte met een aantal zangers per schip naar de Verenigde Staten. Het gezelschap begon met uitvoeringen van  HMS Pinafore en Gilbert en Sullivan hoopten intussen in alle rust te kunnen werken aan hun nieuwe opera. De belangstelling voor HMS Pinafore liep echter na een week al terug, omdat veel New Yorkers al een piratenvoorstelling van het stuk hadden gezien. De nieuwe opera moest nu snel klaar zijn. Sullivan gebruikte daarbij stukken uit de eerdere opera Thespis opnieuw. Op 31 december 1879 ging The Pirates of Penzance in première op Broadway, een dag na een eenmalige en enigszins geïmproviseerde uitvoering in Paignton in Engeland.
De opera was een groot succes. Na de première in New York stuurde D'Oyly Carte drie groepen zangers met de opera op tournee door de Verenigde Staten. De opbrengsten van de eerste opvoeringen waren voor Gilbert, Sullivan en hun team, maar daarna staken de piraten weer de kop op en werd ook The Pirates of Penzance weer vele malen opgevoerd zonder dat Gilbert en Sullivan enige royalty’s ontvingen.
Muzikale elementen uit The Pirates of Penzance worden geregeld aangehaald in andere muziekstukken, maar de opera maakt op zijn beurt ook gebruik van materiaal van anderen. De coloraturen in Mabels eerste aria, Poor wand'ring one, hebben veel overeenkomsten met die in Violetta’s aria Sempre libera in La Traviata van Giuseppe Verdi. Het koor van politieagenten in de tweede akte is een parodie op het soldatenkoor in de derde akte van Il trovatore, eveneens van Verdi. Als Mabel de politieagenten ondervraagt, lijken hun antwoorden op responsoriale zang tijdens een kerkdienst.

## De handeling

### Eerste akte

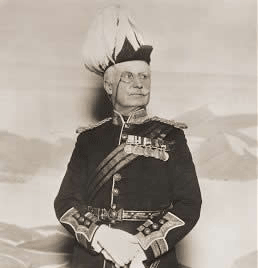
Henry Lytton als generaal-majoor in een opvoering van 1919

Aan de kust van Cornwall, in de tijd van koningin Victoria, viert de leerling-piraat Frederic te midden van de piraten dat zijn 21e levensjaar erop zit en daarmee ook zijn leertijd (Pour, oh pour the pirate sherry). De piratenkoning verklaart dat Frederic nu volwaardig piraat is geworden, maar deze antwoordt dat hij de piraten verlaten wil en zich bij de beschaafde wereld wil aansluiten. Ruth, die manusje-van-alles is bij de piraten, komt op en vertelt dat zij, toen zij Frederics kindermeisje was, hem bij de piraten heeft gebracht. Ze had zijn vader verkeerd verstaan. Die wilde dat ze hem naar een ‘pilot’, een loods, bracht om daar een opleiding te volgen, maar ze verstond: een ‘pirate’ (When Frederic was a little lad).
Frederic verklaart dat hij zich na het verlaten van de piraten, gedwongen zal voelen om hen te bestrijden. Hij wijst er overigens op dat ze geen bijzonder succesvolle piraten zijn. Omdat ze zelf wees zijn, ontzien ze alle wezen op de schepen die ze plunderen, en de laatste tijd beweert iedere opvarende van de door hen gekaapte schepen dat hij wees is. Frederic vraagt de piraten de piraterij vaarwel te zeggen en hem te volgen. De piratenkoning weigert en wijst erop dat de piraterij eerlijk is vergeleken met al het bedrog dat van je verwacht wordt bij het zogenaamde ‘eerlijke bestaan’  (Oh, better far to live and die).
Frederic en Ruth lopen langs de kust en Frederic ziet een groep jonge meisjes naderen – de eerste meisjes die hij ooit gezien heeft. Hij verwijt Ruth dat ze hem altijd heeft verteld dat ze mooi is, en nu ziet hij dat dit niet waar is (Oh, false one, you have deceived me!). Frederic verstopt zich, terwijl de naderende meisjes Climbing over rocky mountain zingen.
Na verloop van tijd komt hij uit zijn schuilplaats tevoorschijn en vraagt hij de meisjes om hulp (Stop, ladies, pray en Oh, is there not one maiden breast). Ze zijn bang voor hem; maar een van hen, Mabel, is bereid te helpen en verwijt haar zussen hun gebrek aan hulpvaardigheid (Poor wand’ring one!). Frederic en Mabel zijn op slag verliefd op elkaar. De andere meisjes overleggen of ze die twee zullen afluisteren of alleen zullen laten (What ought we to do). Ze kiezen voor een tussenoplossing: alleen laten, maar wel een oogje op hen houden (How beautifully blue the sky).
Frederic waarschuwt de meisjes voor de piraten in de buurt, maar voor ze kunnen vluchten, komen de piraten al op en nemen hen gevangen (Stay, we must not lose our senses en Here’s a first rate opportunity to get married with impunity). Ex-piraat Frederic moet machteloos toezien. Mabel waarschuwt de piraten dat de vader van de meisjes generaal-majoor is (Hold, monsters!). Deze komt prompt op, stelt zich voor en vertelt wat een moderne generaal-majoor zoal moet kunnen (I am the very model of a modern major-general):
I'm very good at integral and differential calculus;
I know the scientific names of beings animalculous:
In short, in matters vegetable, animal, and mineral,
I am the very model of a modern Major-General.
Alleen op het gebied van krijgskunst is zijn kennis verouderd.
Vervolgens doet hij een beroep op de vermaarde piraten van Penzance om de meisjes vrij te laten, immers, hij is oud en zou anders helemaal alleen zijn. Bovendien is hij een weeskind (Oh, men of dark and dismal fate). Het beroep op de weekhartige piraten is niet vergeefs: ze nemen generaal-majoor Stanley en zijn dochters als ereleden in het piratengilde op.

### Tweede akte

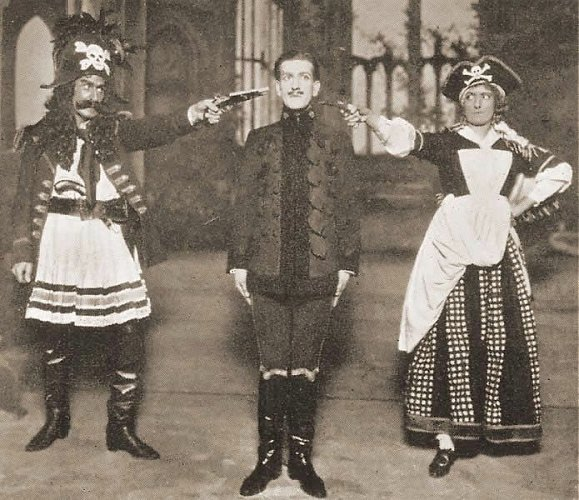
Frederick Hobbs als piratenkoning, James Hay als Frederic en Bertha Lewis als Ruth in een opvoering van 1919

De generaal-majoor zit in de ruïne van een kapel op zijn landgoed Tremorden Castle, te midden van zijn dochters en heeft berouw dat hij de piraten op de mouw heeft gespeld dat hij een wees is. De meisjes proberen hem te troosten (Oh, dry the glistening tear). Een brigadier bij de politie en zijn korps komen op en verklaren zich bereid de piraten te arresteren. De meisjes zijn enthousiast en uiten luid hun bewondering voor de politiemannen, die vermoedelijk nu onder de handen van wrede, nietsontziende vijanden de heldendood zullen sterven en daarmee onsterfelijke roem zullen vergaren (Then Frederic, let your escort lion-hearted en When the foeman bares his steel). De agenten voelen zich hierdoor niet bepaald aangemoedigd, maar nemen zich voor dapper ten strijde te trekken.
Alleen gelaten vraagt Frederic zich af wat hij nu moet doen. De piratenkoning en Ruth komen op (Now for the pirate’s lair!) en vertellen een verbijsterde Frederic dat zijn leertijd bij de piraten er helemaal nog niet op zit. Hij heeft wel 21 levensjaren achter de rug, maar omdat hij is geboren op 29 februari, heeft hij nog maar vijf echte verjaardagen kunnen vieren. En in zijn contract staat ‘21e verjaardag’, niet ‘21e levensjaar’. Pas in 1940 zal hij van zijn verplichtingen bevrijd zijn (When you had left our pirate fold; uit deze berekening valt op te maken dat Frederic is geboren in 1856 en dat de opera speelt in 1877, of respectievelijk in 1852 en 1873, als we rekening houden met het feit dat 1900 geen schrikkeljaar was). Met tegenzin accepteert Frederic deze berekening. Nu hij weer piraat is, is het zijn piratenplicht om te vertellen dat de generaal-majoor helemaal geen wees is – en ook nooit is geweest. De woedende piraten zweren wraak (Away, away! my heart’s on fire!).
Frederic ontmoet Mabel weer en vertelt haar over zijn piratenplicht (All is prepared). Zij probeert hem om te praten (Stay, Frederic, stay!), maar hij verzekert haar dat hij gebonden is aan zijn plicht en tot zijn 21e verjaardag bij de piraten moet blijven. Ze beloven elkaar dat ze elkaar trouw zullen blijven. Dan keert hij naar de piraten terug. Mabel spreekt zichzelf moed in (No, I am brave!) en vertelt de politieagenten, die ze toevallig tegenkomt, dat Frederic terug is naar de piraten en dat zij hun plicht moeten doen, net als Frederic (Sergeant, approach!). Terwijl de piraten het landhuis van de generaal-majoor naderen, verstoppen de politieagenten zich (When a felon’s not engaged in his employment), maar ze spreken wel hun leedwezen uit over het feit dat ze steeds maar weer mensen van hun vrijheid moeten beroven: ‘A policeman’s life is not a happy one’.
De piraten en Frederic komen op en maken zich gereed voor een aanval op het huis van de generaal-majoor (A rollicking band of pirates we en With cat-like tread, upon our prey we steal). Wanneer de generaal-majoor verschijnt, die door zijn slechte geweten niet slapen kan, verstoppen ook de piraten zich. Zijn dochters komen hem achterna en proberen hem gerust te stellen (Hush, hush! Not a word en Sighing softly to the river). De piraten zetten de aanval in en de politie werpt zich in de strijd om de generaal-majoor te redden. Een gevecht ontstaat. De piraten zegevieren en de piratenkoning roept de gevangen generaal-majoor op zich voor te bereiden op de dood. Dan speelt de brigadier zijn laatste troef uit en beveelt de piraten ‘op last van Koningin Victoria’ zich over te geven. Dat werkt. Als loyale onderdanen van de koningin geven de piraten zich over. De politie wil de piraten naar het cachot voeren, maar Ruth verschijnt en vertelt dat de piraten allemaal eigenlijk ‘edellieden’ zijn ‘die de verkeerde weg zijn ingeslagen.’ De generaal-majoor is diep onder de indruk en vergeeft hen. Frederic en Mabel zijn weer verenigd – en de generaal-majoor is gelukkig dat hij zijn dochters mag weggeven aan de edele piraten.

## Volgorde  van de muziekstukken

### Eerste akte
- Ouverture
- 1. Pour, oh pour the pirate sherry (Samuel en de piraten)
- 2. When Frederic was a little lad (Ruth)
- 3. Oh, better far to live and die (Piratenkoning en piraten)
- 4. Oh, false one, you have deceived me! (Frederic en Ruth)
- 5. Climbing over rocky mountain (Edith en Kate, meisjeskoor)
- 6. Stop, ladies, pray (Frederic, Edith, Kate en meisjeskoor)
- 7. Oh, is there not one maiden breast (Frederic, Mabel en meisjeskoor)
- 8. Poor wand’ring one! (Mabel en meisjeskoor)
- 9. What ought we to do (Edith, Kate en meisjeskoor)
- 10. How beautifully blue the sky (Mabel, Frederic en meisjeskoor)
- 11. Stay, we must not lose our senses (Frederic, piraten en meisjeskoor)
- 11a. Here’s a first rate opportunity to get married with impunity (Piraten en meisjeskoor)
- 12. Hold, monsters! (Mabel, generaal-majoor Stanley, Samuel, piraten en meisjeskoor)
- 13. I am the very model of a modern major-general (Generaal-majoor, piraten en meisjeskoor)
- 14. Oh, men of dark and dismal fate (Generaal-majoor en allen)

### Tweede akte
- 15. Oh, dry the glistening tear (Mabel en meisjeskoor)
- 16. Then Frederic, let your escort lion-hearted (Frederic en generaal-majoor)
- 17. When the foeman bares his steel (Mabel, Edith, brigadier, generaal-majoor, politieagenten en meisjeskoor)
- 18. Now for the pirate’s lair! (Frederic, Ruth en de piratenkoning)
- 19. When you had left our pirate fold (Ruth, Frederic en de piratenkoning)
- 20. Away, away! My heart’s on fire! (Ruth, Frederic en de piratenkoning)
- 21. All is prepared (Mabel en Frederic)
- 22. Stay, Frederic, stay! (Mabel en Frederic)
- 23. No, I am brave! (Mabel, brigadier en politieagenten)
- 23a. Sergeant, approach! (Mabel, brigadier en politieagenten)
- 24. When a felon’s not engaged in his employment (Brigadier en politieagenten)
- 25. A rollicking band of pirates we (Brigadier, politieagenten en piraten)
- 26. With cat-like tread, upon our prey we steal (Samuel, politieagenten en piraten)
- 27. Hush, hush! Not a word (Frederic, generaal-majoor Stanley, politieagenten en piraten)
- 28. Sighing softly to the river (Generaal-majoor en allen)
- 29. Finale

In de tweede akte worden af en toe liedjes uit andere opera’s van Gilbert en Sullivan ingevoegd, zoals My eyes are fully open of Duty, duty must be done uit Ruddigore en Sorry her lot uit HMS Pinafore.

## Invloed van de opera
Tot de dag van vandaag wordt de opera nog geregeld opgevoerd. In 2006 toerde een musicalversie, Pirates! Or, Gilbert and Sullivan Plunder'd, door de Verenigde Staten. In 1991 ging een balletversie Pirates of Penzance – The Ballet! in première, die sindsdien verschillende malen is opgevoerd. De film The Pirate Movie uit 1982 is losjes gebaseerd op The Pirates of Penzance. In 1983 verscheen de film The Pirates of Penzance met Kevin Kline, Angela Lansbury en Linda Ronstadt, die dichter tegen het origineel aanzit.
Vaak worden stukken uit de opera gebruikt in films en tv-programma’s. Zo zijn Poor wand'ring one en Oh dry the glistening tear te horen in de film The Hand That Rocks the Cradle uit 1992. Ook wordt regelmatig aan de opera gerefereerd. In de film Pretty Woman uit 1990 zegt de prostituee Vivian na het zien van haar eerste operavoorstelling: ‘Oh, it was so good, I almost peed my pants!’ Waarna de zakenman Edward aan de verbaasde toehoorster uitlegt: ‘She said she liked it better than The Pirates of Penzance.’
Veel liedjes uit de opera zijn geparodieerd, vooral I am the very model of a modern major-general. Een bekende parodie is The Elements van Tom Lehrer, die de chemische elementen op een rij zette op de melodie van dat lied. In 2010 maakte de komiek Ron Butler een YouTube-filmpje Obama! A Modern U.S. President: ‘I am the very model of a modern US president’. De Amerikaanse warenhuisketen Gimbels maakte reclame met een jingle We are the very model of a modern big department store.